# Governador Dix-Sept Rosado
Governador Dix-Sept Rosado là một đô thị thuộc bang Rio Grande do Norte, Brasil. Đô thị này có diện tích 1129,356 km², dân số năm 2007 là 12751 người, mật độ 11,3 người/km².